# Кендас Паркер
Кендас Никол Паркер  (енгл. Candace Nicole Parker; Сент Луис, 19. април 1986) је америчка кошаркашица која тренутно игра за Лос Анђелес Спаркс у оквиру Женске националне кошаркашке асоцијације. Она је млађа сестра НБА играча Ентонија Паркера и била је прва изабрана у WNBA драфту 2008. године. У средњој школи, Паркерова је 2003. и 2004. године освојила награду за кошаркашицу године. Током своје каријере играла је на великом броју позиција, на колеџу Тенеси на позицији центра, касније крилног центра и плејмејкера. Била је прва жена која је закуцала на НЦА женским турнирима. Касније, када је заиграла за WNBA, постала је друга жена по броју закуцавања, 22. јуна 2008. године. Пре него што је заиграла за WNBA, потписала је дугорочне уговоре са компанијама Адидас и Геториџ. Док је играла за Лејди Волс на два узастопна првенства проглашена је за најзначајнију играчицу у финалу и била је два пута национални играч године.
Освојила је WNBA шампионат 2016. године, два пута награду за најкорниснијег играча WNBA такмичења (2008. и 2013), награду WNBA алстар (2013), две олимпијске медаље (2008. и 2012) и награду за новајлију године 2008. године. Изабрана је у шест олстар WNBA тима, а била је прва играчица која је освојила награду новијлија године и награду за најкориснијег играча WNBA у истој сезони.

## Младост
Паркерова је рођена 19. априла 1986. године, од мајке Саре и оца Ларија Паркера у Сент Луису у Мисурију. Има двојицу старије браће : Ентонија, НБА кошаркаша и Маркуса Паркера који је доктор.
Њена породица се преселила у Нејпервил, када је она имала две године и у том граду је провела своје детињство, све до колеџа. Цела њена породица је волела кошарку, а она је кренула да тренира још као врло мала. Њен отац је играо кошарку за Универзитет Ајова, седамдесетих година. Паркерови су такође велики навијачи Чикаго булса. Паркерова се забринула да неће добро играти кошарку као њен отац и брат, па се окренула на тренирање фудбала. Тек од осмог разреда, породица ју је убедила да почне са играњем кошарке. Поред тренирања кошарке, тренирала је и са оцем, који је значајно допринео њеном развоју каријере.

## Кошарка у средњној школи
Као њен старији брат Ентони, похађала је средњу школу Нејпервил у истоименом граду. У школи, Паркерова је водила свој тим који је доспео до А класе, 2003. и 2004. године и обориа рекорд школе са постигнутих 2.768 поена, 22,9 просечно по утакмици, 1.592 скока, 13,2 по утакмици, а од 121 утакмице, играла је у 119.
Била је два пута добитница награде USA Today играча године у средњој школи, 2003. и 2004. године. Такође освојила је Naismith Prep Player of the Year Award и Геториџ награду за најбољег женског кошаркаша године 2003. и 2004. године. Играла је на WBCA америчком турниру, који окупља најбоље играче из Сједињених Држава и остварила 9. поена. Била је изабрана за играча године у Илиноису 2002, 2003. и 2004. године и пет година била члан америчког првог тима.
Дана 27. децембра 2001. године, Паркеркова се први пут појавила на неко већем турниру, у Нејпервил средњој школи. 11. јула 2003. године повредила је лигаменте левог колена у летњој лиги. 11. новембра исте године на телевизији ESPNews, дала је интервју везан за кошарку у њеној средњој школи. Након зацељења повреде колена, вратила се кошарци 29. децембра за свој средњошколски тим Нејервил и водила га до освајања друге узастопне државне титуле.
У августу 2004. године играла је за јуниорску женску репрезентацију кошаркашку репрезентацију Сједињених Држава, која је на светском првенству остала непоражена, а она је у финалу постигла 16 поена, а просечно 8,8 по утакмици током такмичења. Током тренинга, проблем са коленом јој се вратио, па је морала да оперише зглобну хрскавицу.

## Кошарка на колеџу
Паркерова се уписала на Универзитет Тенеси у јесен 2004. године. 17. фебруара 2005. године она је ипак паузирала са играњем, током њене прве сезоне, због поновне повреде колена.
Тиму Тенеси лејди волс, који представља њен универзитет приступила је током сезоне 2005/2006. 19. марта 2006. године на NCAA турниру, постала је прва жена која је закуцала, а потом и прва жена која је два пута закуцавала кош на том турниру. Од стране Southeastern Conference добила је награду за новајлију године и помогла тиму Лејди волс да 2006. године освоје Southeastern Conference турнир. 17. секунди пре краја утакмице у финалу турнира против екипе Лејди тајгерс, Паркерова је постигла победоносан кош. Позвана је на мвп такмичење у тим Кодак 2006. године и ту освојила награду, што је чини једним од ретких кошаркашица која је икада добила награду као бруцош.
Током NCAA турнира против екипе Западна Каролина, која представља истоимени колеџ, Паркерова је брзо направила неколико фаулова и зато замењена, а њен клуб је изгубио.
Била је једина колеџ кошаркашица која је учетвовала на Светском првенству у кошарци за жене у Бразилу, 2006. године. Тада је са својим тимом освојила бронзану медаљу.
У јануару 2007. године у утакмици против Алабаме, Паркерова је постигла њен 1.000 поен у каријери и тако постала играчица која је навише напредовала у историји клуба Лејди Волс. Одиграла је 56. утакмица и по броју утакмица била иза кошаркашице Чамик Холдсклов која је одиграла 57. и Тамике Качингс, која је одиграла 58. утакмица. 1. марта на Southeastern Conference турниру у Џорџији, именована је за најбољу играчицу 2007. године, а 3. априла водила је тим Лејди Волс до прве титуле националних шампиона још од 1998. године. У финалу њен тим победио је тим Рутгерс, резултатом 59–46, а Паркерова је постигла 17. поена и добила награду за најбољег играча турнира.
Паркерова је 21. фебруара 2008. године одиграла последњу сезону за Тенеси, изјавивши да након тога треба да се спрема за кошаркашки турнир на Летњим олимпијским играма 2008. године и да започне професионалну кошаркашку каријеру. Дипломирала је у мају 2008. године и напустила колеџ. Добила је диплому спортског менаџмента.
Дана 8. априла 2008. године, пред крај њене каријере на колеџу, водила је екипу Лејди Волс на NCAA турнир. Ту је добила награду за најкориснијег играча. Док је играла на Универзитету Тенеси, оборила је рекорд са сто победа и десет изгубљених утакмица. Просечно по утакмици имала је 19,4 поена, 8.8 скокова, 2.6 асистенција, 1.9 украдених лопти и 2,4 блока по утакмици.

## Колеџ статистика
| Година     | Тим        | ОУ  | Поени | ПШ%  | 3П%  | СБ%  | СПУ | АПУ | УПУ | БПУ | ППУ  |
| ---------- | ---------- | --- | ----- | ---- | ---- | ---- | --- | --- | --- | --- | ---- |
| 2005-2006. | Лејди Волс | 36  | 622   | 55.2 | 25.0 | 72.9 | 8.3 | 2.8 | 1.6 | 2.4 | 17.3 |
| 2006-2007. | Лејди Волс | 36  | 706   | 52.9 | 33.3 | 71.6 | 9.8 | 2.4 | 1.8 | 2.6 | 19.6 |
| 2007-2008. | Лејди Волс | 38  | 809   | 53.6 | 26.7 | 69.8 | 8.5 | 2.5 | 2.3 | 2.4 | 21.3 |
| Каријера   | Лејди Волс | 110 | 2137  | 53.8 | 28.3 | 71.3 | 8.8 | 2.6 | 1.9 | 2.4 | 19.4 |

## WNBA каријера
Након победе на NCAA турниру, Паркерова је изабрана за првог пика на WNBA драфту 2007. године од стране екипе Лос Анђелес Спаркс, 9. априла 2008. године. Играла је заједно са својим колегиницама са олимпијских игара, Лисом Лесли, Делисом Милтон Џонс и Шенон Бобит, њеном колегиницом са Универзитета Тенеси. 17. маја 2008. године у њеној дебитанској утакмици против Финикс Меркуриа, постигла је 34. поена, забележила 12. скокова и 8. асистенција. Са својих 34. поена у првој утакмици, оборила је рекорд за број постигнут поена у првој утакмици овог такмичења. Рекорд је пре тога држала Синтија Купер-Дајк, која је на својој дебитанској утакмици постила 25. поена, 1997. године. Рекорд Паркерове и данас је необорен.
Дана 9. јуна 2008. године, постигла је свој лични рекорд по броју поена у утакмици против Хјустон Кометса. Постигла је 40. поена, имала 16. скокова, 6. асистенција, а њен тим победио је резултатом 82–74.
У августу 2008. године WNBA шампионат је паузирао играње неколико недеље, јер су неки играчи приступили националном тиму за Летње олимпијске игре 2008. године. Паркерова је позвана у тим, а женска кошаркашка репрезентација Сједињених Држава завршила је са 8. победа и освојиа златну медаљу. Паркерова је постигла 9,4 поена и 4,5 скокова по утакмици, а у финалу је постигла 14. поена.
Дана 3. октобра 2008. године Паркерова је постала прва играчица из WNBA шампиона која је освојила награде Новајлија године и Најкориснији играч у истој сезони.
Паркерова је 2009. године пропустила првих 8 утакмица у WNBA шампионату због порођаја. Кошарци се вратила након неколико месеци, 30. јуна.. Недуго након тога, позвана је у други тим All-WNBA и други тим All-Defensive, упркос паузе због добитка бебе. Са својим тимом пласирал асе Western Conference Finals али су ипак изгубили три утакмица од прошлогодишњег шампион Финикс Меркурија. У доигравању, Паркерова је постигла 18. поена и забележила 10,7 скокова по утакмици.
Током сезоне 2010. године играла је само 10 утакмица, а остале и доигравање је пропустила због повреде рамена. Током 2011. године играла је у први шест утакмица, а након тога паузирала због повреде током игре. Након интервенције 27. јуна откривено је да она има разбијен менискус у десном колену. Номинована је за награду алстар WNBA, али је због повреда ипак пропустила WNBA All-Star Game. Шест недеља након тога, вратила се и кренула да игра остатак сезоне, али је њен тим Лос Анђелес Спаркс елиминисам у доигравању са скором од 15. победа и 19. пораза.
Након истека уговора, Паркерова је поново потписала за Лос Анђелес Спаркс, овога пута вишегодишњи уговор. Играла је целу сезону и помогла свом тима да оствари 24. победе, уз 10. пораза. Њен тим се пласирао у доигравање, а у првој рунди победили су Сан Антионио Старс, у две утакмице. У финалу Western Conference такмичења против Минесоте Линкс, Лос Анђелес Спаркс је изгубио две утакмице за редом. Паркерова је постигла 33 поена, забележила 15 скокова и 4 блока. У трећој финалној утакмици такође су изгубили 80-79 и тако заузели друго место.
Дана 27. јула 2013. године у њенох шестој сезони играла је у њеној првој алстар утакмици. Постигла је 23 поена, забележила 11 скокова од почетка до финала, где је њен тим победио. Њен тим Лос Анђелес Спаркс одиграо је исту сезону као прошлу, са 24 победе и 10 пораза и заузео друго место у такмичењу Western Conference. 19. септембра, Паркерова је именована за најкориснијег играча WNBA шампионата 2013. године.. Паркерова је постала постала тек пета која је добила више WNBA МВП награда поред Лисе Лесли, Лорен Џексон, Шерил Свупс и Синтије Купер-Дајк. Екипа Лос Анђелес Спаркс суочила се са екипом Финикс Меркур на турниру Western Conference у полуфиналу. У првој утакмици Лос Анђелес Спаркси су изгубили, а у другој победили, када је Паркерова постигла 31. поен и забележила 11. скокова. У последњој утакмици Лос Анђелес Спаркси су иак изгубили.
Дана 9. априла 2015. године Паркерова је најавила да ће пропустити део сезоне због одмора. Након одмора, вратила се у јулу за Лос Анђелес Спарксксе. Упркос паузила играла је боље од свих играча и постизала велики број поена. У њеној 16. сезони поставила је лични рекорд у каријери са 6,3 асистенција по утакмици и била рангирана прва у лиги по асистенцјајама. Гледајући по каријери, имала је 19 постигнутих поена по утакмици, 10.1 скок, 1.8 блок и 1,9 украдених лопти по утакмици. Због њене одличне игре Western Conference ју је прогласила играчем месеца у августу 2015. године. Током њеног одуства, Лос Анђелес Спаркси су имали скор од три победе и петнаест пораза, а након њеног повратка, на крају сезоне имали су 14 победа и 20 пораза. Највећи учинак постигла је против тима Минсоте Линкс, од које је њен тим ипак изгубио, са два поена мањка. Паркерова је постигла 25. поена, забележила 10. скокова и у наредној утакмици са својим тимом победила Минсоту Линкс Lynx 81–71. У трећој утакмици, са 28. поена и 13. скокова ипак није успела да свој тим доведе до победе и они су изгубили резултатом 91–80.

## Репрезентација Сједињених Држава
Паркерова је играла за јуниорску женску репрезентацију кошаркашку репрезентацију Сједињених Држава, која је освојила златну медаљу у америчком шампионату у Мајагвезу. Финална утакмица одиграна је у августу 2004. године, када је јуниорска женска репрезентација репрезентација Сједињених Држава' победила Порторико. Паркерова је у шампионату постигла 16,6 поена по утакмици и била најбоља у свом тиму.
За први тим женске кошаркашке репрезентације Сједињених Америчких Држава играла је 2008. године када је освојила свој прву златну медаљу, победом над кошаркашком репрезентацијом Аустралије у финалу, резултатом 92-65.
Позвана је на тренинге женске кошаркашке репрезентације Сједињених Држава у јесен 2009. године. Цео изабрани тим је играо и током Светског рвенства у Кошарци 2010. године. По завршетку тренирања у кампу, тим је отпутовао је у Јекатеринбург, где је играла за УМС Јекатеринбург.
Играла је за женску кошаркашку репрезентацију Сједињених Држава током Летњих олимпијских игри 2012. године и постигла је велики број скокова и блокова у игри и ту са својим тимом освојила још једну златну медаљу, победивши у финалу женску кошаркашку репрезентацију Француске, резултатом 86-50. Упркос њеној одличној игри на претходним Олимпијским играма, Паркерова није позвана у тим Сједињених Држава да игра на Летњим олимпијским играма 2016. године.

## Каријера ван Сједињених Држава
Током паузе WNBA шампионата, у периоду од 2010-2015. године, Паркерова је играла за УМС Јекатеринбруг у руској лиги и освојила 5. шампионата са тим тимом. Током паузе WNBA шампионата 2015/2016. године играла је за Гуангдонг Долфинс од јануара 2016. године. У фебруару 2017. године играла је два месеца за Фенербахче Истанлбул у Турској.

## Приватан живот
Дана 7. маја 2007. године, часопис Пипл, уврстио је Паркерову у 100 најлепших жена на свету.
Дана 13. новембра 2008. године удала се за Шелден Вилијамса који је играо кошарку на Универзитету Дук, а тренутно игра за НБА. Из брака са њим има ћерку Лалу Никол Вилијамс, рођену 13. маја 2009. године. У новембру 2016. године, пар је прославио 8. година брака, а након тога њен супруг је поднео захтев за развод због несугласица у браку.
Паркерова је одрасла у Илиноису, симпатизерка је Чикаго Булса и велики обожавалац Мајкл Џорндана.

## Статистике

### Статистика током сезонеWNBA
| † | Година када је Паркерова освојила WNBA шампионат |

| Година   | Тим                   | ОУ  | Поени | ПШ%  | 3П%  | СБ%  | СПУ  | АПУ  | УПУ | БПУ | ППУ  |
| -------- | --------------------- | --- | ----- | ---- | ---- | ---- | ---- | ---- | --- | --- | ---- |
| 2008     | Лос Анђелес Спаркс    | 33  | 33    | 33.6 | .523 | .423 | .733 | 9.5  | 3.4 | 1.3 | 18.5 |
| 2009     | Лос Анђелес Спаркс    | 25  | 24    | 32.6 | .485 | .208 | .763 | 9.8  | 2.6 | 0.6 | 13.1 |
| 2010     | Лос Анђелес Спаркс    | 10  | 10    | 33.5 | .500 | .250 | .732 | 10.1 | 2.2 | 1.0 | 20.6 |
| 2011     | Лос Анђелес Спаркс    | 17  | 16    | 32.6 | .511 | .419 | .736 | 8.6  | 2.8 | 1.2 | 18.5 |
| 2012     | Лос Анђелес Спаркс    | 33  | 33    | 30.7 | .481 | .322 | .710 | 9.7  | 3.3 | 1.5 | 17.4 |
| 2013     | Лос Анђелес Спаркс    | 31  | 31    | 28.7 | .493 | .257 | .762 | 8.7  | 3.8 | 1.2 | 17.9 |
| 2014     | Лос Анђелес Спаркс    | 30  | 29    | 33.2 | .469 | .306 | .846 | 7.1  | 4.3 | 1.8 | 19.4 |
| 2015     | Лос Анђелес Спаркс    | 16  | 16    | 34.4 | .489 | .279 | .815 | 10.1 | 6.3 | 1.9 | 19.4 |
| 2016†    | Лос Анђелес Спаркс    | 34  | 34    | 30.8 | .442 | .382 | .707 | 7.4  | 4.9 | 1.3 | 15.3 |
| 2017     | Лос Анђелес Спаркс    | 33  | 33    | 30.5 | .478 | .354 | .756 | 8.4  | 4.3 | 1.4 | 16.9 |
| Каријера | 10. година, једам тим | 262 | 259   | 31.7 | .485 | .338 | .756 | 8.8  | 3.8 | 1.4 | 17.4 |

### Плеј-оф
| Година   | Тим                | ОУ | Поени | ПШ%  | 3П%  | СБ%  | СПУ  | АПУ  | УПУ | БПУ | ППУ  |
| -------- | ------------------ | -- | ----- | ---- | ---- | ---- | ---- | ---- | --- | --- | ---- |
| 2008     | Лос Анђелес Спаркс | 6  | 6     | 36.5 | .459 | .000 | .759 | 9.8  | 3.8 | 1.5 | 15.0 |
| 2009     | Лос Анђелес Спаркс | 6  | 6     | 35.2 | .535 | .250 | .705 | 10.7 | 1.7 | 0.8 | 18.0 |
| 2012     | Лос Анђелес Спаркс | 4  | 4     | 36.0 | .573 | .500 | .875 | 11.0 | 4.3 | 1.0 | 28.8 |
| 2013     | Лос Анђелес Спаркс | 3  | 3     | 37.3 | .542 | .000 | .684 | 8.7  | 1.3 | 1.0 | 25.7 |
| 2014     | Лос Анђелес Спаркс | 2  | 2     | 36.5 | .543 | .250 | .444 | 6.0  | 3.5 | 1.5 | 21.5 |
| 2015     | Лос Анђелес Спаркс | 3  | 3     | 38.3 | .418 | .389 | .842 | 10.7 | 4.7 | 2.3 | 23.0 |
| 2016†    | Лос Анђелес Спаркс | 9  | 9     | 33.0 | .469 | .313 | .778 | 8.7  | 3.2 | 1.6 | 19.3 |
| 2017     | Лос Анђелес Спаркс | 8  | 8     | 34.1 | .426 | .243 | .895 | 9.1  | 5.1 | 2.5 | 16.9 |
| Каријера | 8 година, 1 тим    | 41 | 41    | 35.2 | .488 | .283 | .775 | 9.5  | 3.5 | 1.6 | 19.8 |

## Награде

### WNBA
- WNBA шампион: 2016
- WNBA МВП: 2016
- 2× Најбољи играч WNBA такмичења: 2008, 2013[28]
- 5× All-WNBA први тим (2008, 2012–2014, 2017)
- 2× All-WNBA други тим (2009, 2015)
- 2× WNBA All-други одбрамбени тим (2009, 2012)
- 2× WNBA награда за најбољег скакача (2008, 2009)
- 2× WNBA награда за извођење слободних бацања (2008, 2009)
- WNBA алстар МВП (2013)
- WNBA награда почетник године (2008)[28]

### Колеџ
- NCAA награда за изванредног играча (2007, 2008)[29]
- Годишња награда Академик купа Америке (2008)[13]
- Најбоља играчица колеџа (2008)
- USBWA најбољи женска кошаркашица (2007, 2008)[30]
- Награда асоцијације Press Women's за најбољу кошаркашицу године на колеџу (2007, 2008)
- Вејд трофеј (2007)[31]
- Џон Р. Вуден награда (2007, 2008)
- Хонда спортска награда за кошарку (2007, 2008)[32]
- Хонда-бродвик куп награда, (2007)[33]
- Southeastern Conference награда за играча године (2007, 2008)[34]
- Southeastern Conference награда за играча године (2007)[35]
- Southeastern Conference турнир МВП (2006, 2007)
- Southeastern Conference награда за бруцоша године (2006)

### Средња школа
- Награда сведржавних тимова Америке (2001–2004)
- Gеториџ Илиноис играч године (2002–2004)
- Награда Илиноис за женску кошарку (2002–2004)
- Најбољи играч у Илиноису (2002–2004)
- Најбољи свеамерички тим (2002–2004)
- Геториџ, најбоља кошаркашица (2003–2004)
- Награда Нејсмит за играча године (2003–2004)
- Награда USA Today за најбољу средњошколску играчицу кошарке (2003–2004)
- 2004 Награда Поверејд
- 2004 Геториџ награда
- 2004 Награда за најбољег спортисту године у средној школи

### За репрезентацију Сједињених Држава
- 2004 ФИБА У18 светски шампионат
- 2006 ФИБА Светскко првенство за жене, бронзана медаља
- 2007 ФИБА амерички шампионат
- 2008 Летње олимпијске игре 2008., златна медаља
- 2012 Летње олимпијске игре 2012., златна медаља

### УМЦ Јекатеринбруг
- Шампионат Русије (2010–2014)
- Куп Русије (2010–2014)
- Женска евролига, треће место (2010-2012, 2014)
- Женска евролига, прво место 2013
- Женска евролига топ 8, МВП 2013

## Спољашне везе
- Candace Parker Official Website candaceparker.com
- Кандис Паркер WNBA профил wnba.com
- Candace Parker USA Basketball Bio usab.com
- Кандис Паркер UTSports биографија